# Pleasant Ridge
Pleasant Ridge es una ciudad ubicada en el condado de Oakland en el estado estadounidense de Míchigan. En el Censo de 2010 tenía una población de 2526 habitantes y una densidad poblacional de 1.714,05 personas por km².

## Geografía
Pleasant Ridge se encuentra ubicada en las coordenadas 42°28′17″N 83°8′40″O / 42.47139, -83.14444. Según la Oficina del Censo de los Estados Unidos, Pleasant Ridge tiene una superficie total de 1.47 km², de la cual 1.47 km² corresponden a tierra firme y (0%) 0 km² es agua.

## Demografía
Según el censo de 2010, había 2526 personas residiendo en Pleasant Ridge. La densidad de población era de 1.714,05 hab./km². De los 2526 habitantes, Pleasant Ridge estaba compuesto por el 94.7% blancos, el 1.94% eran afroamericanos, el 0.12% eran amerindios, el 1.11% eran asiáticos, el 0% eran isleños del Pacífico, el 0.28% eran de otras razas y el 1.86% pertenecían a dos o más razas. Del total de la población el 1.74% eran hispanos o latinos de cualquier raza.